# ريتشارد تي كوني
ريتشارد تي كوني (بالإنجليزية: Richard T. Cooney)‏ هو شخصية أعمال أمريكي، ولد في 25 أكتوبر 1933، وتوفي في 27 نوفمبر 2014.